# إريك جانديني
إريك جانديني (بالسويدية: Erik Gandini؛ بالإيطالية: Erik Gandini) هو كاتب سيناريو ومنتج أفلام إيطالي وسويدي، ولد في 14 أغسطس 1967 في بيرغامو في إيطاليا.

## وصلات خارجية
- إريك جانديني على موقع IMDb (الإنجليزية)
- إريك جانديني على موقع قاعدة بيانات الأفلام السويدية (السويدية)
- إريك جانديني على موقع قاعدة بيانات الفيلم (الإنجليزية)